# Heaven (Name)
Heaven ist ein  weiblicher Vorname.

## Herkunft und Bedeutung
Heaven ist ein weiblicher englischer Vorname und bedeutet „Himmel“.
Eine abgeänderte angloamerikanische Form ist der weibliche Name Heavenly, der „himmlisch“, „traumhaft“ und „paradiesisch“ bedeutet.